# Alonso Cueto

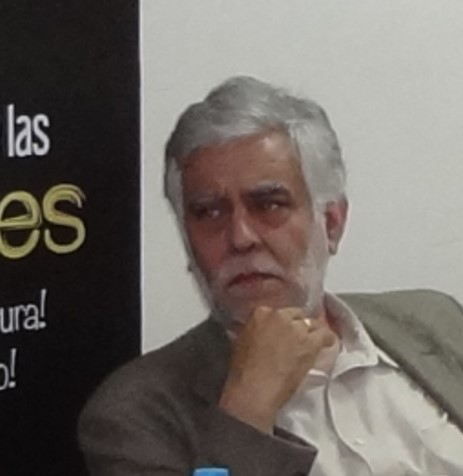
Alonso Cueto Caballero

Alonso Cueto Caballero (* 1954 in Lima) ist ein peruanischer Schriftsteller.

## Leben
Er ist der Sohn des Philosophen Carlos Cueto Fernandini und der Lehrerin Lilly Caballero Elbers. Alonso Cueto ist der älteste von drei Brüdern. Alonso Cueto studierte an der Pontificia Universidad Católica del Perú in Lima, wo er 1977 graduierte. Hiernach reiste er zwei Jahre durch Europa und unterrichtete u. a. in Madrid Englisch. Im Anschluss an seine Reise nahm er an der University of Texas at Austin ein Master- und Promotionsstudium auf. Der Titel seiner Dissertation aus dem Jahr 1984 war „Los cuentos de Juan Carlos Onetti“.
Seine erste Arbeit Labatalla Del Pasado (Die Schlacht des vergangenen Jahres) veröffentlichte er 1983. Es handelt sich um eine Sammlung von Kurzgeschichten. Sein erster Roman war  EL tigre blanco  (Der weiße Tiger).
Alonso Cueto ist Professor für Journalismus an der Pontificia Universidad Católica del Perú und schreibt regelmäßig für die Zeitung Peru 21.

## Werke
- Labatalla Del Pasado, 1983
- El tigre blanco, 1985
- Los Vestidos de Una Dama, 1986
- Deseo de Noche, 1993
- Amores de Invierno, 1994
- El Vuelo de la Ceniza, 1995
- Cinco para las nueve y otros cuentos, 1996
- Pálido cielo, 1998
- Demonios Del Mediodía, 1999
- El otro amor de Diana Abril, 2002
- Grandes miradas. 2003
- Encuentro casual,
- Valses, rajes y cortejos, 2005
- La hora azul, 2005 (Dt. Die blaue Stunde, 2007)
- El Susurro de La Mujer Ballena, 2007 (Dt. Das Flüstern der Walfrau, 2008)

## Auszeichnungen
- Premio Wiracocha, 1985
- Anna Seghers-Preis, 2000
- Stipendium der Solomon R. Guggenheim Foundation, 2002
- Premio Herralde de Novela, 2005 (für  La hora azul )